# Mixer
Mixer (изначально названный Beam) — это платформа для видео-стриминга, основанная в Сиэтле и принадлежащая Microsoft. Сервис был официально запущен 5 января 2016 года.

## Особенности
Также как конкурирующие сервисы, Mixer сфокусирован на видео гейминге, включая прохождения видеоигр, но главным образом выделяется функциями, предназначенными для взаимодействия зрителей со стримом. Используя SDK, эти функции могут быть встроены в игру для возможности воздействовать на геймплей или голосовать, используя кнопки представленные рядом со стримом. Пользователи зарабатывают «Искры» за просмотр или участие в стриме, которые затем могут быть потрачены для активации этих функций, а также с января 2019 можно было купить Эмберы за реальные деньги, чтобы купить премиум навыки. Mixer объявляет, что задержка между оригинальным вещанием и зрителем меньше секунды, в отличие от 10-20 секунд у конкурентов, что даёт взаимодействие в реальном времени между стримерами и зрителями. Например, если нажать на кнопку Follow, то это мгновенно появится на стриме.

## История
11 августа 2016 года, Beam была приобретена Microsoft за неназванную сумму. Команда сервиса была интегрирована в подразделение Xbox. 26 октября, 2016 года Microsoft объявила что Beam будет интегрированна в Windows 10. Стриминг Beam также был встроен в Xbox One в марте 2017 года.
25 мая 2017 года Microsoft объявила о переименовании Beam в Mixer, потому что предыдущее название не может быть использовано глобально. Вместе с ребрендингом были объявлены несколько новых функций, такие как возможность размещать три стрима на канале одновременно, а также приложение-компаньон Mixer Create, доступное на платформах iOS и Android. Также было объявлено, что Mixer получит высший уровень интеграции в дешборде Xbox One с новой вкладкой курирующий Mixer стримы. Mixer размещает esports и различные игровые события через недавно созданный Mixer NYC Studio, расположенный в Нью-Йорке.
22 июня 2020 года Microsoft объявила о закрытии своего сервиса Mixer, и сотрудничестве с Facebook Gaming.